# Ferdinand Zeeb
Ferdinand Zeeb (* 3. März 1894 in Hagelloch (heute ein Stadtteil von Tübingen); † 10. Juni 1954 in Tübingen) war ein württembergischer KPD-Politiker.

## Biografie
Nach dem Besuch der Volksschule absolvierte Zeeb die Lehre zum Schriftsetzer und übte diesen Beruf ab 1925 bei der Druckerei der Tübinger Chronik aus, wo er von 1925 bis 1933 auch an der Spitze des Betriebsrates stand. 1928 gründete Zeeb mit Unterstützung seines Parteigenossen Hugo Benzinger und des Vorsitzenden des Radfahrervereins Dannhausen das linke Kultur- und Sportkartell.
Am 11. März 1933 wurde er aufgrund seiner politischen Gesinnung verhaftet und im Konzentrationslager Heuberg in sogenannte „Schutzhaft“ genommen. Aus dieser wurde er am 28. Juli 1933 entlassen, jedoch verlor er durch die Verhaftung seine Anstellung und blieb bis April 1934 arbeitslos. Zeitweise übernahm er eine erneute Tätigkeit im erlernten Beruf. 1936 wechselte er zur Baseler Lebensversicherung und hatte dort eine Stelle als Versicherungsinspektor inne. 1943 zog er in den Kriegsdienst, in dem er in den letzten beiden Jahren des Zweiten Weltkriegs diente. Nach der Niederlage der Nationalsozialisten übernahm er 1945 eine Anstellung bei der Polizei in Tübingen. Im April 1947 wurde er zum Polizeikommissar berufen. Im selben Jahr nahm er an der Landtagswahl teil und wurde zum Landtagsabgeordneten gewählt. Um sein Mandat ausüben zu können, schied er wenig später aus dem Beamtenverhältnis wieder aus.

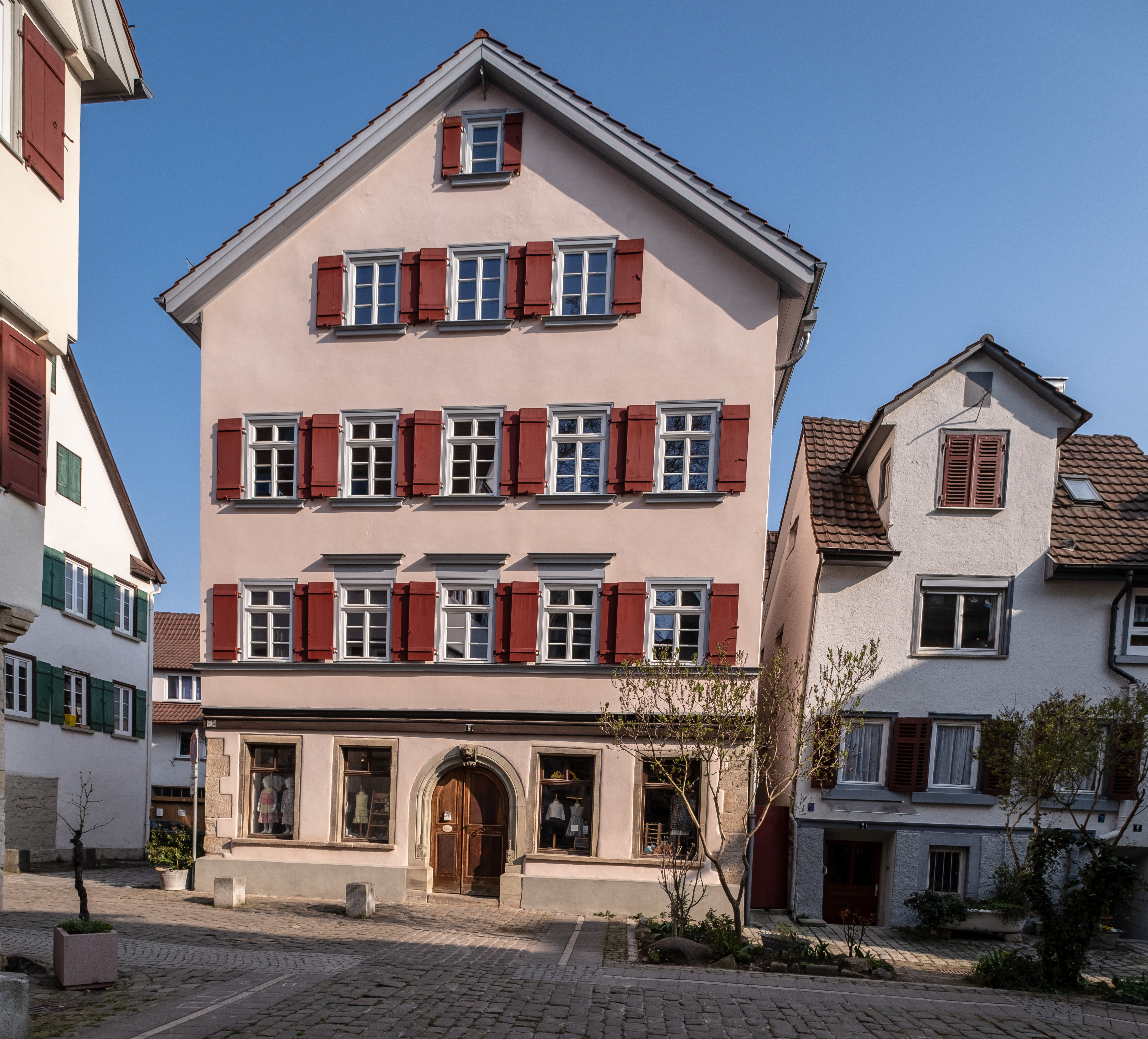
Neustadtgasse 3 in Tübingen

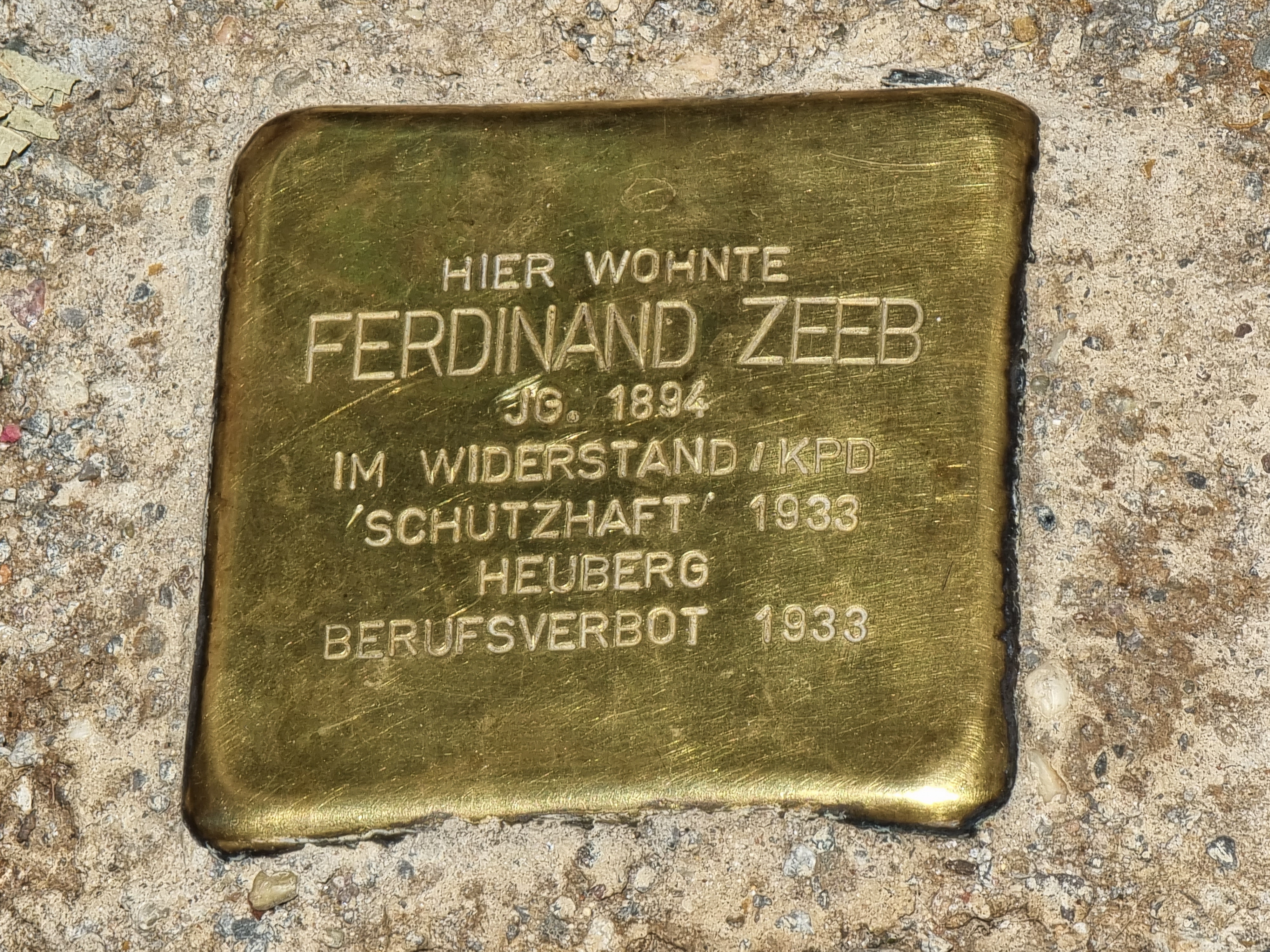
Stolperstein für Ferdinand Zeeb

Zeeb war mit Frida geb. Jung verheiratet. Das konfessionslose Paar blieb kinderlos.
Am 24. Juni 2022 wurde zum Gedenken an den politisch Verfolgten Ferdinand Zeeb ein Stolperstein in der Neustadtgasse 3 in Tübingen, seinem letzten Wohnsitz, verlegt.

## Politik
1923 gründete Zeeb die KPD-Zelle in Tübingen, zu dieser Zeit trat er auch der Roten Hilfe bei. 1945 schloss er sich der Demokratischen Vereinigung, einem überparteilichen antifaschistischen Ausschuss, an, außerdem war er Mitglied des Tübinger Gemeindebeirats. 1946 beteiligte er sich an der Neugründung der KPD in Tübingen. Er war Mitglied des Gemeinderats sowie der Kreisversammlung und des Kreistags im Landkreis Tübingen.
Im November 1946 wurde Zeeb in die Beratende Landesversammlung berufen. Bei der Landtagswahl am 18. Mai 1947 gewann er im Wahlkreis Tübingen ein Mandat für den Landtag für Württemberg-Hohenzollern. Dort leitete er den Geschäftsordnungs- und Petitionsausschuss als Vorsitzender. Dem Landtag gehörte er bis zur Auflösung des Landes Württemberg-Hohenzollern 1952 an.

## Nachweise
1. ↑  Die Geschichte des SCHWÄBISCHEN TAGBLATTs. Südwest Presse - Neckarchronik, 1. Januar 2000, abgerufen am 10. April 2022.
2. ↑  Helmut Fielhauer, Olaf Bockhorn (Hrsg.): Die andere Kultur. Volkskunde, Sozialwissenschaften und Arbeiterkultur. Ein Tagungsbericht, Wien; München; Zürich: Europaverlag 1982, ISBN 978-3-203-50798-9, S. 267, 272f.; Vorschau über Google-Bücher
3. ↑  Verlegung am 24.6.2022. Die Tübinger Stolperstein-Initiative, archiviert vom Original am 18. Oktober 2023; abgerufen am 26. Juni 2022.
4. ↑  20 neue Stolpersteine in Tübingen. Schwäbisches Tagblatt, 21. Juni 2022, abgerufen am 25. Juni 2022.

| Personendaten    | Personendaten                                                   |
| ---------------- | --------------------------------------------------------------- |
| NAME             | Zeeb, Ferdinand                                                 |
| KURZBESCHREIBUNG | württembergischer Politiker (KPD), MdL Württemberg-Hohenzollern |
| GEBURTSDATUM     | 3. März 1894                                                    |
| GEBURTSORT       | Hagelloch (heute Stadtteil von Tübingen)                        |
| STERBEDATUM      | 10. Juni 1954                                                   |
| STERBEORT        | Tübingen                                                        |